# براءة المتهم

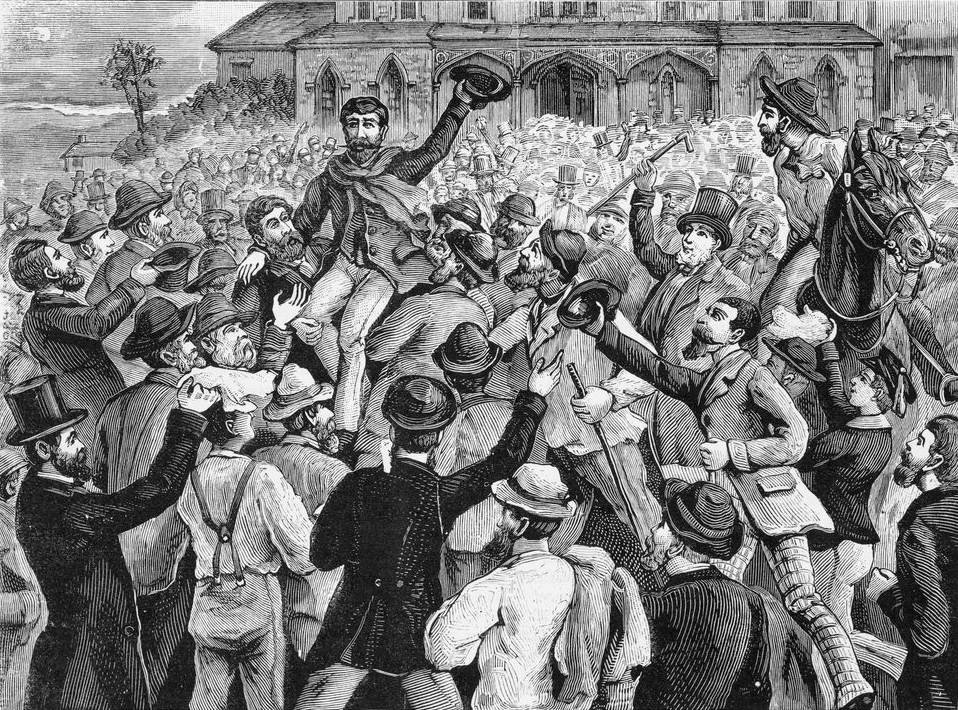

في عُرف القانون العام، التبرئة توثِّق رسميًا أن المتهم بريء مِن ارتكاب جريمة، بالنسبة للقانون الجنائي. يحدث ذلك حتى عِند التخلِّي عن الإدعاء وسحب الدعوى. كَون البراءة نهائية يعتمد على الحُكم. في بعض الدول، مثل الولايات المتحدة، عند المحاكمة على نفس الجُرم للمرة الثانية ووجود مانع قوي للمحاكمة، تعمل البراءة على منع إعادة محاكمة المتهم على الجريمة نفسها، حتى إن ظهرت أدلة أخرى تورِّط المتهم. تأثير البراءة على سير الدعوى هو ذاته سواء كانت ناتجة عن حكم قضائي، أو إجراء آخر يُطلق سراح المتهم. في دول أخرى، جهة الإدعاء قد تطالب بالبراءة كما يمكن للدفاع طلب الإدانة.